# Tearin’ Up My Heart
Tearin’ Up My Heart ist ein Lied der amerikanischen Boyband NSYNC, das als zweite Single aus ’N Sync in Deutschland am 10. Februar 1997 und in den USA am 30. Juni 1998 veröffentlicht wurde. Der Dance-Pop-Song erreichte in Deutschland Platz vier und in den Britischen Musikcharts Platz neun, während er in den USA Platz 59 der Billboard Hot 100 erreichte. Das dazugehörige Musikvideo wurde von dem österreichischen Regisseur Stefan Ruzowitzky gedreht und zeigt NSYNC beim Tanzen in einer Lagerhalle.

## Hintergrund
Der Song war ursprünglich für die Backstreet Boys gedacht, wurde aber schließlich an NSYNC zur Aufnahme gegeben. Er wurde von Max Martin und Kristian Lundin innerhalb von drei Tagen geschrieben, nachdem ihre Debütsingle "I Want You Back" in mehreren europäischen Charts auftauchte. Ihr damaliges Label BMG Ariola wollte, dass die nächste Single ähnlich sein sollte, aber auf ein amerikanisches Publikum zugeschnitten. Am Tag der Aufnahme von Tearin’ Up My Heart verschlief Lundin, weil er einen vorherigen Track aufnahm und um 7 Uhr morgens schlief. NSYNC kamen in der Nacht zuvor in Stockholm an, um den Song einen Tag lang aufzunehmen, da sie am nächsten Morgen in Deutschland sein sollten. JC Chasez war das letzte Mitglied, das die letzten Takes im Studio machte, während die anderen Mitglieder am Flughafen waren, da sie die ganze Nacht bis 6 Uhr morgens aufgenommen hatten. NSYNC waren begeistert, den Song aufzunehmen, wobei Chasez erklärte, dass es für die Konzerte der Band hilfreich wäre, da sie die Show mit "zwei Hits" beginnen und beenden könnten. "Tearin' Up My Heart" ist ein Dance-Pop-Song.

## Musikvideo

### Hintergrund
Das Musikvideo wurde unter der Regie von Stefan Ruzowitzky in Florida gedreht. Es zeigt NSYNC, wie sie in einer Lagerhalle tanzen, Basketball spielen und Fotos mit einer Sofortbildkamera machen. Außerdem nehmen sie an einem Fotoshooting teil, führen Akrobatik auf, essen Pizza und liegen neben Graustufen-Fotos ausgestreckt. Chasez ist mit einer Gitarre zu sehen. Jedes Mitglied trägt passende schwarze und weiße Outfits. Das Musikvideo wurde in Europa im Februar 1997 veröffentlicht, und schließlich in den USA in der ersten Episode von Total Request Live am 14. September 1998 ausgestrahlt.

### Synopse
Das Video beginnt mit mehreren Einblendungen von Justin Timberlake und JC Chasez, die vor der Kamera posieren. Die übrigen Mitglieder schließen sich an und führen mehrere choreografierte Sequenzen auf, bei denen die Gruppe ständig zwischen urbaner Kleidung und weißen Tanktops und Jacken wechselt. Die erste Strophe beginnt damit, dass Chasez auf einer Fitnessbank sitzt, während Chris Kirkpatrick an einem Boxsack übt. Beide lehnen an den Dachsparren, während Timberlake Kleidung von einem Kleiderständer auswählt. Die Gruppe spielt dann ein Basketballspiel, während sie sich für ein Fotoshooting vor einem weißen Hintergrund vorbereitet. Der Refrain beginnt damit, dass die Gruppe, die weiße Hemden und schwarze Hosen trägt, choreografierte Tanzschritte ausführt, während der Fotograf verschiedene Blitzlichtaufnahmen macht. Mehrere Mitglieder führen dann Stunts wie Rückwärtssaltos, Spagate in der Luft und verschiedene Parkour-Sprünge vor.
Timberlakes Strophe beginnt damit, dass die Gruppe auf dem Boden liegt, bedeckt mit Sofortfotos, und dann Selfies macht, während sie auf der Couch Pizza essen. Die nächste Szene zeigt Timberlake auf einem Bett liegend, während er seine Arme ausstreckt. Die Gruppe setzt ihre Choreografie während des Refrains fort, wobei jedes Mitglied einzeln vor der Kamera tanzt. Die Bridge ertönt, während Chasez und Kirkpatrick in einem Raum posieren, während Lance Bass und Joey Fatone kurz in einem anderen zu sehen sind. Timberlake streckt sich während der abwechselnden Jump Cuts im Schlafzimmer. Beim letzten Refrain ist die Gruppe ganz in Schwarz gekleidet, und Chasez spielt im Wohnzimmer auf einer Gitarre. Das Video endet damit, dass die Gruppe in einer Standbildaufnahme posiert.

## Liveauftritte
NSYNC sangen den Song am 19. März 1999 in MTV's Fashionably Loud Segment als Teil der Spring-Break-Berichterstattung. Die Mitglieder trugen Cargohosen mit geknöpften Hemden, Timberlake trug ein hellblaues Hemd und Kirkpatrick hatte einen umgedrehten Visor. Bei den MTV Video Music Awards 1999 präsentierten Britney Spears und NSYNC ein Doppel-Medley ihrer jeweiligen Songs, "... Baby One More Time" und "Tearin' Up My Heart". Spears sang "... Baby One More Time" in schwarzer Lederkleidung, bevor sie mit Mitgliedern von NSYNC zu "Tearin' Up My Heart" überging.
Am 14. April 2019 sangen NSYNC den Song auf dem 2019er Coachella Valley Music and Arts Festival mit der amerikanischen Sängerin Ariana Grande, die als Headliner der Veranstaltung fungierte. Die Gruppe ohne Timberlake trat als ihre Überraschungsgäste auf, um die Bridge von "Break Up with Your Girlfriend, I’m Bored" zu singen, die "It Makes Me Ill" von ihrem zweiten Album No Strings Attached sampelte. Anschließend sangen sie "Tearin' Up My Heart", wobei Grande in der zweiten Strophe Timberlakes Gesang ersetzte, während sie die Choreografie des Songs aufführte. Gab Ginsberg von Billboard meinte, dass Grandes Darbietung des Songs ein Höhepunkt ihres Auftritts war. Die Mitglieder probten ihren Auftritt eineinhalb Tage lang und traten mit Live-Gesang auf.

## In der Popkultur
Tearin’ Up My Heart wurde in einer Episode von NSYNCs Becoming – Meine Geschichte verwendet, einer MTV-Sendung, in der Fans ein ursprünglich von einem Künstler gedrehtes Musikvideo nachstellen. Der Song wurde auch an die Massive Monkees bei der vierten Staffel von America’s Best Dance Crew als Teil der VMAs-Challenge in Woche 6.

## Kritiken
Im Jahr 2007 listete VH1 Tearin’ Up My Heartauf Rang 30 der größten „Songs der 1990er Jahre“ auf.

## Kommerzieller Erfolg

### Chartplatzierungen
| ChartsChartplatzierungen       | Höchstplatzierung | Wochen |
| ------------------------------ | ----------------- | ------ |
| Deutschland (GfK)              | 4 (17 Wo.)        | 17     |
| Österreich (Ö3)                | 4 (12 Wo.)        | 12     |
| Schweiz (IFPI)                 | 6 (16 Wo.)        | 16     |
| Vereinigte Staaten (Billboard) | 59 (1 Wo.)        | 1      |
| Vereinigtes Königreich (OCC)   | 9 (12 Wo.)        | 12     |

| ChartsJahrescharts (1997) | Platzierung |
| ------------------------- | ----------- |
| Deutschland (GfK)         | 30          |
| Österreich (Ö3)           | 33          |
| Schweiz (IFPI)            | 28          |

### Auszeichnungen für Musikverkäufe
| Land/Region                  | Auszeichnungen für Musikverkäufe (Land/Region, Auszeichnung, Verkäufe) | Verkäufe |
| ---------------------------- | ---------------------------------------------------------------------- | -------- |
| Kanada (MC)                  | Platin                                                                 | 80.000   |
| Vereinigtes Königreich (BPI) | Silber                                                                 | 200.000  |
| Insgesamt                    | 1× Silber · 1× Platin ·                                                | 280.000  |

Hauptartikel: *NSYNC/Auszeichnungen für Musikverkäufe